# Хаш (гурт)
Хаш — український музичний гурт. Засновано після припинення через творчі розбіжності діяльності гурту Борщ, один з учасників якого Олександр Піпа анонсував новий проект @Traktor. Назва гурту походить від традиційного закавказького м'ясного супу хашу. Стиль: панк, рок, електропанк.

## Склад
- Юрій Здоренко (екс-«Борщ», екс-«ВВ», екс-«ЯЯЯ [Архівовано 7 лютого 2008 у Wayback Machine.]»)
- Дмитро Комарков (екс-«Борщ», екс-«Noisy Kinsfolk [Архівовано 17 червня 2013 у Wayback Machine.]»)
- Вадим Зюбін (екс-«Борщ», екс-«Unerase»)

## Відео
- 2009 — Жесть
- 2009 — Бомба